# Христианско-католическая церковь Швейцарии

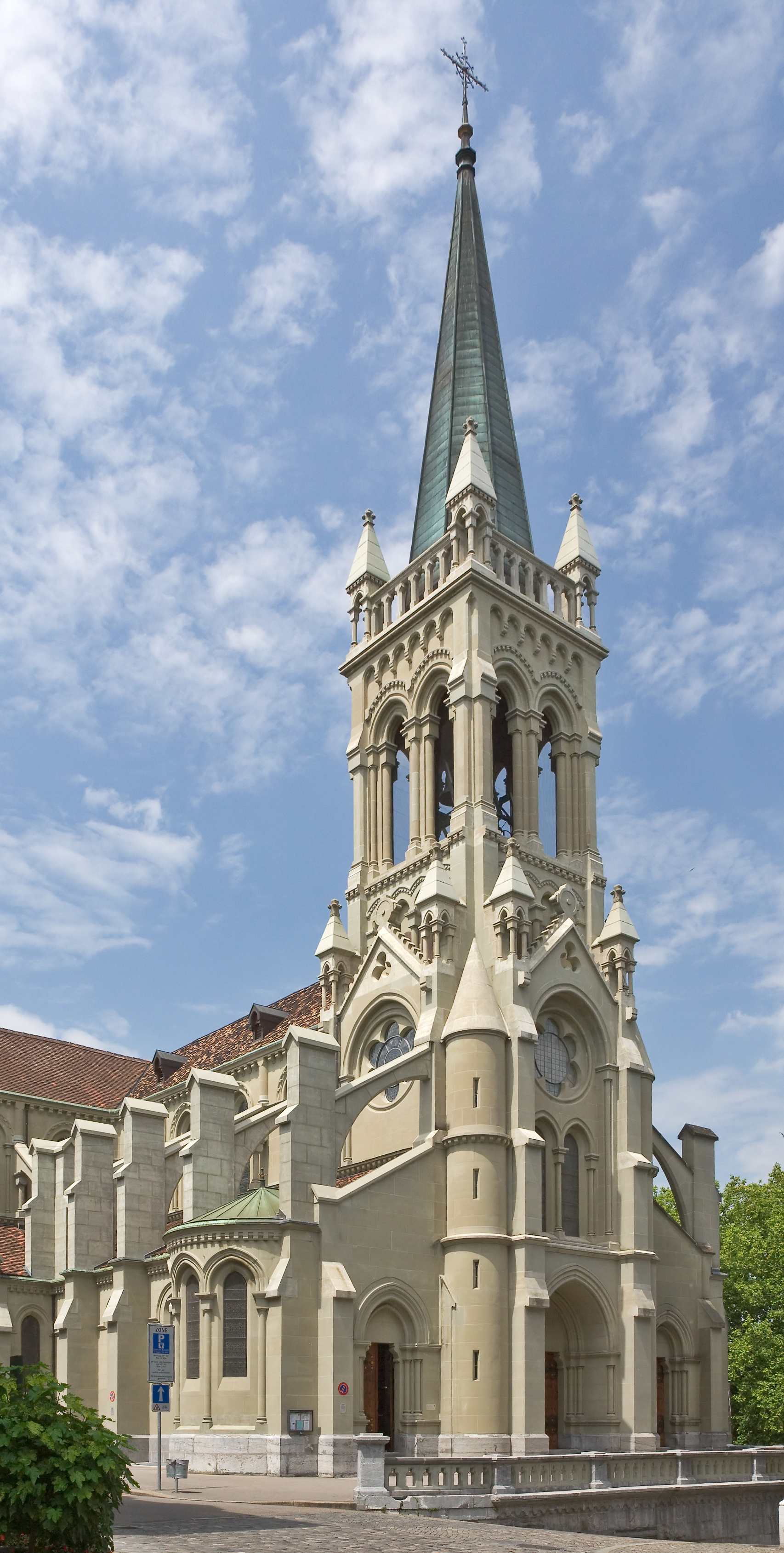
Собор святых Петра и Павла, Берн, Швейцария

Христианско-католическая церковь Швейцарии (нем. Die christkatolische Kirche der Schweiz) — епископально-синодальная церковь, чтущая основные древнейшие католические и общехристианские предания, доктрины и обряды, имеющая организационную независимость от Папы Римского.

## Общие сведения
В Швейцарии прихожанами Христианско-католической церкви (ХКЦШ) являются около  11.200 человек, объединённых в 29 общин. ХКЦШ входит в Объединение старокатолических церквей, объединённых Утрехтской унией. Наибольшее количество верующих живёт в северной Швейцарии, в городах Базель, Цюрих, Рейнфельден, Ольтен, Арау. Наиболее крупные общины вообще создавались в городах, сельские общины ХКЦШ существуют только в кантонах Аргау и Золотурн.
Во главе церкви стоит епископ, находящийся в Берне, епископат охватывает всю Швейцарию. В большинстве кантонов страны ХКЦШ, наравне с обеими господствующими в Швейцарии церквями — римско-католической и евангелической, признана как Landeskirche — то есть имеет право использовать средства, собираемые государством в качестве церковного налога.
Исполнительная власть в церкви принадлежит Синодальному совету, состоящему из 10 членов, 4 из которых — духовные лица, и 6 мирян. Президентом Синодального совета должен быть мирянин. Синод Христианско-католической церкви Швейцарии состоит из приблизительно 100 человек, из которых 2/3 — миряне.
На Богословском факультете Бернского университета существует Христианско-католический институт, готовящий духовных лиц для ХКЦШ. Публикации на теологичекую и научную тематику церковью публикуются в «Международном церковном журнале» (Internationale Kirchliche Zeitschrift, IKZ). Официальным органом же ХКЦШ являются — в немецкоязычной Швейцарии «Christkatholisch», во франкоговорящей Швейцарии — «Presence».
В ХКЦШ, среди верующих действуют Женский союз, Мужское объединение, молодёжная организация, хоровое объединение, а также Братство Святого Иоанна Крестителя.

## История
Христианско-католическая церковь Швейцарии образовалась после I Ватиканского собора в 1870 году как протест части верующих-католиков на принятые там постановления о непогрешимости Папы и дарованной ему неограниченной власти над церковью. В связи в выраженным этим католическим меньшинством протестом оно было исключено из Римско-католической церкви. В связи с этим «несогласные» верующие вынуждены были создать свою собственную церковную организацию, возглавляемую епископом и синодом, в которой они, однако, видели продолжение «старой» католической церкви. Поэтому в других странах Христианско-католическая церковь называется также «старокатолической».
Решение о создании собственной церковной организации было принято в 1872 году на так называемом «Ольтенском дне». В 1875 году была одобрена Конституция ХКЦШ. Её первым епископом стал профессор теологии Эдуард Герцог, занимавший этот пост до 1924 года.
В целях сохранения духа раннего христианства и «старой церкви», в ХКЦШ были проведены несколько реформ — синодальная, ограничения клерикальных привилегий, отмены принудительного целибата, введения местных языков в богослужение. Некоторые из них впоследствии были приняты и Римско-католической церковью и одобрены на 2-м Ватиканском соборе.
В феврале 2000 года в Христианско-католической церкви Швейцарии была рукоположена первая женщина-священник.
В августе 2020 года Христианско-католическая церковь Швейцарии ввела возможность заключения однополых браков.
В 2024 году на должность епископа Христианско-католической церкви Швейцарии был избран Франк Бангертер. Его рукоположение состоялось в сентябре 2024 года.

## Международные связи
В 1889 году Христианско-католическая церковь Швейцарии объединилась с старокатолическими церквями Нидерландов и Германии в «Утрехтскую Унию». На сегодняшний день в этот союз входят 8 старокатолических церквей в Нидерландах, Германии, Швейцарии, Австрии, Чехии, США и Канаде, Хорватии
и в Польше. Епископы этих церквей постоянно встречаются для решения общих вопросов и для консультаций на международных Епископальных конференциях, проводящихся под председательством Архиепископа Утрехтского. Раз в 4 года проводятся старокатолические конгрессы.
Особые отношения связывают старокатоликов, и ХКЦШ в том числе, с англиканской и православными церквями. Начиная с 1931 года у старокатоликов заключено «церковное объединение» (full communion) c англиканской церковью. В 1975—1987 году старокатоликами вёлся активный диалог с православными церквями, существенно улучшившими отношения между обеими христианскими конфессиями. Сами же старокатолики рассматривают своё положение в мире как своего рода мост между римским католицизмом, с одной стороны, и православными и протестантскими церквями — с другой.